# Adolf von Mayrhofer
Adolf von Mayrhofer (* 2. Dezember 1864 in Miesbach; † 23. Juli 1929 in München) war ein deutscher Gold- und Silberschmied.

## Leben
Adolf von Mayrhofer war der Sohn von Alois von Mayrhofer (1815–1895) und Auguste, geborene Fröschl (1835–1913). Er hatte einen jüngeren Bruder namens Otto (1869–1927). Die Familie zog 1870 von Miesbach über Landshut nach München, wo Mayrhofer seine Schulzeit verbrachte.
Zwischen 1879 und 1882 begann er bei Christian Hörner in der Schwindstraße 14 eine Ausbildung und besuchte gleichzeitig die Ziselierschule von Ferdinand Harrach (1821–1898) und dessen Sohn Rudolf (1856–1921). Nach Beendigung der Lehrzeit 1882 trat er in die Werkstatt von Cosmas Leyrer in der Linprunstraße 29–31 als Geselle ein. 
Als Ziseleur fertigte er insbesondere Silberarbeiten, die für die Schlösser König Ludwigs II. bestimmt waren. Die große Zahl dieser königlichen Aufträge bildeten für Mayrhofer wohl den Anlass, sich im Jahr 1884 im Alter von 19 Jahren im Haus seiner Eltern in der Schleißheimer Straße 54 selbstständig zu machen. In seiner Werkstatt beschäftigte er zeitweise acht Gehilfen. Er führte wichtige Aufträge für König Ludwig II. aus, die ihm zum Teil direkt, zum Teil durch Ferdinand und Rudolf Harrach erteilt wurden. 
Nach dem Tod des Königs im Jahr 1886 musste Mayrhofer seine Werkstätte in Ermangelung neuer Aufträge schließen. Er zog im Juli 1887 nach Augsburg, wo er als Ziseliermeister in der Maschinen- und Bronzewarenfabrik L. A. Riedinger arbeitete. 1891 kehrte er nach München zurück und begann im selben Jahr als Ziseliermeister in der Werkstätte von Eduard Wollenweber (1847–1918) in der Theatinerstraße 36 zu arbeiten. Dort prägte er das Werk der bekannten Metallwarenfabrik, bis er 1903 das Unternehmen verließ. Aus dieser Zeit stammt auch die freie Nachbildung des berühmten Jamnitzerschen Tafelaufsatzes, der sich heute im Rijksmuseum Amsterdam befindet.
1903 machte er sich erneut selbstständig, blieb jedoch bis zu seinem Tod 1929 der Firma Wollenweber eng verbunden. Der Schmuck von Adolf von Mayrhofer und seine Silberarbeiten sind in vielen Landesmuseen und staatlichen Sammlungen ausgestellt.
Mayrhofer war verheiratet mit der Gastwirtstochter Wilhelmine Einfalt.